# Heinz Fenchel
Chaim Heinz Fenchel (hebräisch היינץ פנחל, geboren 11. September 1906 in Berlin; gestorben 1988 in Israel) war ein deutsch-israelischer Architekt, der vor seiner Flucht als Filmarchitekt und Szenenbildner in Deutschland wirkte.

## Leben
Aron Heinz Fenchel war der Sohn von Gertrud Hirsch und Carl Fenchel, der als Kaufmann und Geschäftspartner bei seinem Schwiegervater in einem Berliner Hanf-Seilerwaren-Großhandelsgeschäft arbeitete. Sein ein Jahr älterer Bruder war der Mathematiker Werner Fenchel.
Nach dem Besuch der Menzel-Realschule und der Leibniz-Oberrealschule studierte Fenchel Architektur an der Staatlichen Hochschule der Bildenden Künste zu Berlin-Charlottenburg. Er absolvierte das Atelier für Baukunst bei Hans Poelzig und die Fachklasse für Theater und Bühnendekoration bei César Klein.
Fenchel erhielt 1928 seinen ersten Auftrag beim Bühnenbildner Ernst Stern am Großen Schauspielhaus in Berlin. Im selben Jahr wirkte er als Szenenbildner bei der UFA in Neubabelsberg. Beim Filmarchitekten Jacques Rotmil wirkte er mit bei den UFA-Produktionen Adieu, Mascotte (1929, Regie: Wilhelm Thiele), Der Sträfling aus Stambul (1929, Regie: Gustav Ucicky),  Wenn Du einmal Dein Herz verschenkst (1929, Regie: Johannes Guter) und Dolly macht Karriere (1930, Regie: Anatole Litvak). Bei der Produktionsfirma Karel Lamač/Anny Ondra war er zusammen mit Rotmil am Filmset bei Die vom Rummelplatz (1930) und Eine Freundin so goldig wie Du (1930), sowie alleine für insgesamt elf Filme als Set Designer verantwortlich.
Nach der Machtergreifung der Nationalsozialisten 1933 und der Gründung der Reichsfilmkammer im Juli 1933 war Fenchels Berufsweg als Filmarchitekt in Deutschland beendet. Mit Paul Fejos realisierte er in der Emigration noch fünf Filme u. a. in Dänemark, wohin auch sein Bruder geflohen war. Sein letzter Film in Europa war die niederländische Produktion Komedie om Geld (1936) unter der Regie von Max Ophüls. Fenchel entschied sich zur Emigration nach Palästina, obwohl es dort noch keine Filmindustrie gab.

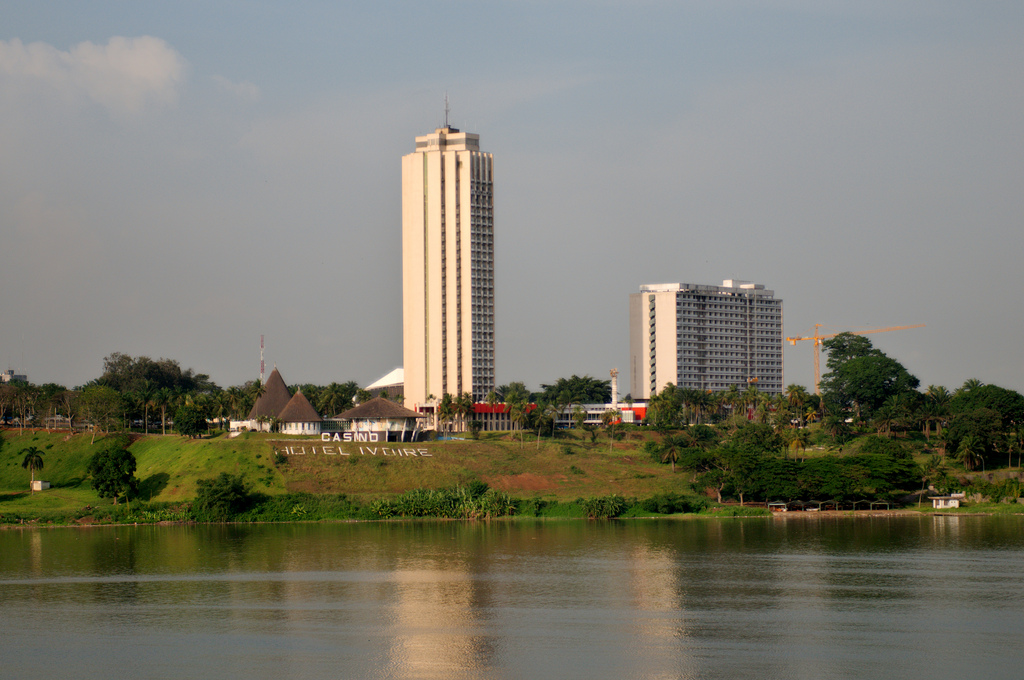
Hotel Ivoire, Cote d’Ivoire

Fenchel arbeitete in Palästina/Israel fortan als Architekt und als Innenausstatter und konnte moderne Kaffeehäuser, elegante Wohnungseinrichtungen und luxuriöse Hotels, darunter ein Luxushotel in Abidjan und 1953 das Dan Hotel in Tel Aviv, das die Dan Hotel-Gruppe später mehrfach umbaute, gestalten.
Im Nachlass seiner Tochter Liorah Federmann in Tel Aviv haben sich auch Unterlagen zu seinen Filmarbeiten der 1930er Jahre erhalten.

## Filmografie (Auswahl)
- 1928: S.O.S. Schiff in Not
- 1929: Schwarzwaldmädel
- 1929: Der Sträfling aus Stambul
- 1929: Wenn Du einmal Dein Herz verschenkst
- 1930: Phantome des Glücks
- 1930: Troika
- 1930: Dolly macht Karriere
- 1931: Die Faschingsfee
- 1931: Der Zinker
- 1931: Die Fledermaus
- 1932: Mamsell Nitouche
- 1932: Der Hexer
- 1932: Kiki
- 1933: Die Regimentstochter
- 1933: Der Tunnel
- 1935: Det gyldne smil (Regie: Paul Fejos)